# Multi Viral
Albums de Calle 13
Entren Los Que Quieran (en)
(2010)
Multi Viral est le cinquième album studio du groupe portoricain Calle 13, commercialisé le 1er mars 2014 au label indépendant El Abismo, un label conçu quelque temps après leur rupture de contrat avec Sony Music Latin. Le critique du New York Times, Jon Pareles écrit au sujet de cet album que « depuis le début, le groupe ne voulait pas être une entité spécifique. Ils souhaitent être la conscience de leur  communauté et avoir la folie de rester eux-mêmes et sincères. Dans cet album, Résidente réfléchit à des choses plus importantes que la politique, sur des idées métaphysiques et le cycle de la vie en affirmant que les idées sont les plus immortelles. Ils sont curieux, ils suivent leur muse et sur le plan sonore, ils suivent leur propre voie. L'album navigue entre le rock, le funk, la musique irlandaise jusqu'à une valse en hip-hop. »
La tournée débute de manière non officielle à l'université de Porto Rico, au Campus Rio Piedras, où Calle 13 tient un concert impromptu gratuit le 25 février 2014. L'événement est annoncé seulement six jours avant et ne reçoit aucune promotion officielle. 50 000 spectateurs assistent à ce concert ; pendant le concert, le groupe se prononce contre la révision des frais d'entrée à l'université de Porto Rico, et pour l'attribution d'une allocation pour les enfants se faisant le porte-parole des préoccupations de leur communauté. Bien que le chanteur reconnaisse son opposition idéologique aux idées conservatrices du gouverneur Alejandro Garcia Padilla, René Pérez accompagne des enfants à une réunion à la Fortaleza le lendemain.
L'album fait intervenir plusieurs personnalités incluant l'écrivain uruguayen Eduardo Galeano, le poète et musicien cubain Silvio Rodríguez Domínguez[réf. souhaitée], Tom Morello guitariste du groupe américain Rage Against the Machine[réf. souhaitée], la chanteuse palestinienne Kamilya Jubran, et le fondateur de Wikileaks, Julian Assange[réf. souhaitée].

## Développement
En juin 2013, René Pérez, leader du groupe portoricain Calle 13, rend visite à Julian Assange à l’ambassade d’Équateur à Londres où celui-ci est réfugié sans pouvoir en sortir car il serait aussitôt emprisonné par les Anglais. Le 13 novembre 2013 nait de leur rencontre une nouvelle chanson, intitulée Multi Viral. Tom Morello, ex-guitariste du groupe américain Rage Against the Machine[réf. souhaitée], la chanteuse palestinienne Kamilya Jubran qui chante quelques fragments en arabe, et Assange qui prononce quelques phrases sur la manipulation de l'information collaborent à la création de la chanson.
Cette chanson dénonce la manipulation et la censure médiatique, et Pérez explique à Assange de la manière dont elle est composée : « Nous nous sommes servis de vos idées et nous les avons travaillées pour construire la chanson. »[réf. nécessaire] Le chanteur de Calle 13 avait manifesté sur Twitter son soutien à Julian Assange car selon lui, il était victime de la manipulation des médias. « Il est accusé d'avoir rendu publique une information à laquelle nous aurions été tenus d'avoir accès parce nous méritons d'être informés. » La chanson est aussi une démonstration du poids des mouvements sociaux comme Yo soy 132 au Mexique, M5 en Espagne, ou de l'international Occupy Wall Street. René Pérez s'en prend également, dans la chanson, à la presse, l'armée, les industries pharmaceutiques, et l'alimentation industrielle. La proposition du groupe est de faire un thème qui parlerait à tout le monde avec des situations sociales qui sont vécues actuellement.
Pour René Pérez, les paroles « reprennent un malaise général, parlent du courage, de ce qui allume la mèche, du fait de  parvenir à ce qu’on se sente chimiquement mal à l’aise dans son corps et, de là, colportés par les réseaux sociaux internationaux. C’est pour ça que nous soutenons les 132 et les 15M, pour qu’il y ait une connexion. Aujourd’hui, on peut faire partie d’un mouvement en Espagne et au Mexique dans le même temps, et le tout de manière pacifique, juste en tendant une pancarte et en la diffusant... Cela a été la partie la plus complexe d’arriver à brandir le courage et la force tout en restant pacifiques et sans être pamphlétaires. »[réf. nécessaire] « Ce que j’ai voulu c’est développer les informations sur ce qui s’était passé ici, non seulement avec Julian mais aussi avec la NSA, l’espionnage et la violation des droits humains commise contre le monde par le gouvernement des États-Unis, et je crois que le faire par le biais de la musique est une excellente façon. Qui mieux que Julian pour cette collaboration, et il a été tout de suite d’accord, ainsi que Tom Morello, un parmi les meilleurs guitaristes d’ici, et Kamilya Jubran, palestinienne, qui a vécu la manipulation médiatique sur la Palestine et Israël, je voulais montrer que tout ce qui se passe ailleurs arrive ici complètement déformé. Cela me paraissait génial de m’associer à Julian Assange et de composer sur ce sujet, afin que les gens le connaissent mieux que l’image qu’on en donne. » L'album est mixé aux studios Electric Lady, de Greenwich Village, à New York, et distribué par le label El Abismo[réf. souhaitée].

## Clip vidéo
Le 13 novembre 2013, le groupe diffuse la vidéo Multi Viral tournée en Palestine, dans la petite localité Beit Sahour qui se situe à proximité de Bethléem, dans laquelle un enfant arabe parcourt la ville. Il se joue l'idée que l'enfant est peut-être en train de préparer un attentat terroriste. La suite des scènes fait comprendre que l'enfant a des intentions uniquement pacifistes en prenant un spray pour protester en faisant un graffiti, et en jouant de la guitare avec Tom Morello de Rage Against the Machine sur la terrasse d'un édifice. La vidéo de la chanson nécessite trois journées de tournage dans les rues de la localité palestinienne, dirigé par le portoricain Kacho López, et produit par Zapatero Filmes,.
Selon les créateurs de la vidéo, une partie des images est basée sur le projet de l'artiste colombien César Lopez qui se passionne pour la conversion des armes en instruments musicaux. L’artiste musicien et créateur, César Lopez, transforme le canon d’une Kalachnikov AK47, en un instrument de musique proche de la guitare qu’il nomme Escopetarra. « Les outils de destruction se transforment en outils de création. Ce que nous voulons c'est envoyer un message de paix et de cette manière aider à la résolution de ces conflits que nous connaissons et qui sont très complexes » explique le directeur Kacho Lopez.
Le lancement de la chanson a été orchestré à travers tous les réseaux sociaux conformément au titre de la chanson : à l'horaire prévu pour le  lancement officiel sur le portail du groupe, les répercussions ont ensuite suivies sur Twitter et Facebook. Amnesty International du Venezuela appuie la sortie de la vidéo. Dans un communiqué, elle souligne l'effort du groupe pour combattre la violence comme membre de la campagne « Les balles, ça suffit » qui cherche à réduire les crimes commis avec des armes en Amérique latine. La tournée officielle débute le 1er mars 2014 au stadium Ferro de Buenos Aires. L'Argentine est le premier des sept pays latino-américains que va parcourir le groupe (Paraguay, Uruguay, Chili, Venezuela, Colombie, Costa Rica, et Mexique).

## Classements
| Classement (2014)                         | Meilleure position |
| ----------------------------------------- | ------------------ |
| Espagne (Promusicae)                      | 50                 |
| États-Unis (Top Latin Albums) (Billboard) | 4                  |